# فحسة (طعام)
الفحسة وجبة شعبية يمنية مشتهرة بكثرة، وتتكون في الأساس من لحم عجل أو شاة مطبوخ على درجة حرارة عالية بداخل حرضة مضافًا إليه بعض المرق والبهارات. وعادة ما تقدم هذه الأكلة وهي تفور، وتؤكل بالخبز. تعد هذه الوجبة من الوجبات الأساسية في الغداء، وتحظى بإقبال واسع خاصة في العاصمة اليمنية صنعاء. صوت

## مواضيع متعلقة
- سلتة
- حنيذ (طبق تقليدي من جنوب شبه الجزيرة العربية)
- مندي (طبق تقليدي من جنوب غرب آسيا (المنطقة العربية))
- عقدة لحم (أكلة)
- زربيان